# Florencia Varas
María Florencia Varas Olea (Santiago, 23 de febrero de 1938) es una escritora y periodista, agregada cultural y de prensa en la Embajada de Chile en Londres (1990-1994), fue corresponsal de diferentes medios extranjeros y de Chile.

## Carrera profesional
En 1955 se graduó del Colegio la Maisonnette de Santiago, fue corresponsal de la revista chilena Eva en la ciudad de New York, Estados Unidos.
Regresó a su país a estudiar psicología en la Universidad de Chile, al tiempo que trabajaba en el diario La Nación y otros medios. Años después se cambió a la carrera de periodismo en la misma universidad y se graduó en 1969 y se ganó la beca (For future editors), otorgada por The Sunday Times para ir a estudiar en Gran Bretaña.    
De vuelta en Chile en 1970 fue entrevistadora de temas políticos en varios canales de televisión nacional. En 1987 quedó inscrita en los libros International Who's who of intelectuals y The world who's who of women de la Universidad de Cambridge por el trabajo realizado como periodista.  
Fue corresponsal de la revista Time, The Washington Post y entre 1970-1985 de The Times y The Sunday Times. 
Vivió en Suecia (1976-1977), donde escribió para el diario brasilero Estado de Sao Paulo reportando las elecciones suecas. En América Latina de O Globo de Río de Janeiro y en el diario Excélsior de México. 
En los años 1990-1994 se desempeñó como agregada cultural y de prensa de la embajada de Chile en Londres.
En los últimos años su búsqueda espiritual la llevó a la India donde unió la meditación con el periodismo. Actualmente es columnista de la agencia internacional Pressenza.[cita requerida]

## Familia
Hija de Eduardo Varas Videla, Ministro de la Corte Suprema de Chile y de María Olea Salinas. 
Uno de los principales referentes en su niñez es su abuelo Antonio Varas Muñoz, abogado.
Madre de tres hijos, Rodrigo Infante Varas, Ingeniero Agrónomo; Sergio Eduardo Infante Varas quien falleció en un accidente en 1971 y Martín Anthony Leonard Westcott Varas, navegante y empresario.

## Libros
- Conversaciones con VIAUX. (1972).
- Operación Chile, con José Manuel Vergara. (1973).  (Traducido al inglés 1974 bajo el nombre de Coup).
- El caso Letelier, con Claudio Orrego Vicuña. (1979).
- Gustavo Leigh, el general disidente.  (1979).[4]
- Exilio en Madrid.[5] (1983).
- Chile entre el sí y el no, con Mónica González Mujica. (1988).
- Amor y desesperanza. (1999).
- Pisadas en la arena (2010).